# Gynacantha rotundata
Gynacantha rotundata är en trollsländeart som beskrevs av Navás 1930. Gynacantha rotundata ingår i släktet Gynacantha och familjen mosaiktrollsländor. IUCN kategoriserar arten globalt som otillräckligt studerad. Inga underarter finns listade i Catalogue of Life.